# Plocoglottis javanica
Plocoglottis javanica es una especie  de orquídea. Es originaria de Asia.

## Descripción
Es una orquídea de tamaño mediano con pseudobulbos teretes con vaina que soportan al joven y que lleva una sola hoja apical,  elíptica, acuminada,  de base aguda, pecioladas. Florece en el verano en una inflorescencia erecta, de 60 cm  de largo finamente pubescentes, con sucesivamente varias  flores con brácteas lanceoladas.

## Distribución y hábitat
Se encuentra en Malasia, Java y Sumatra creciendo cerca de los ríos en las tierras bajas y bosques montanos bajos en las elevaciones desde el nivel del mar de hasta 300 metros. 

## Propiedades
En Java los frutos de esta especie junto con las frutas (no necesariamente todas juntas) de Bulbophyllum vaginatum, Hippeophyllum scortechnii; y Dendrobium crumenatum se hierven y el jugo se aplica en los oídos para sanar el dolor de los mismos.

## Taxonomía
Plocoglottis javanica fue descrito por Carl Ludwig Blume y publicado en Bijdragen tot de flora van Nederlandsch Indië 381. 1825.
Etimología
Plocoglottis nombre genérico que se refiere a la membrana que conecta el labio con la columna.
javanica: epíteto geográfico que alude a su localización en la Isla de Java.
Sinonimia
- Plocoglottis fimbriata Teijsm. & Binn.[4][5]